# Família Gallo

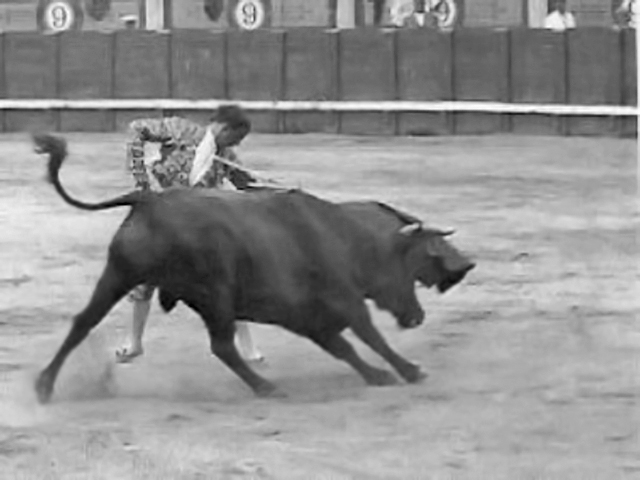
Joselito, apodat també Gallito III, membre més destacat de la família Gallo i considerat un dels millors toreros de tots els temps.

La família Gallo és una de les més célebres de la història del toreig. Pertanyents a l'ètnia gitana, el patriarca de la dinastia va ser Fernando Gómez García el "Gallo" (1847-1897), un torero que no va tenir massa fortuna i que es va retirar al poble sevillà de Gelves. Casat amb la bailaora gitana Gabriela Ortega, van tenir sis fills, tres homes i tres dones.
Els tres fills van ser toreros: Rafael el "Gallo" (Gallito I), anomenat també el "Divino Calvo" (1882-1960), Fernando "Gallito chico" (Gallito II), peó del seu germà petit, i el menor d'ells, Joselito (1895-1920), primerament apodat "Gallito III", considerat junt a Juan Belmonte, el millor totero de tots els temps. Un tiet d'ells i germà de "Gallo" pare, José Gómez, va ser banderiller de Lagartijo.
En quant a les tres filles, Gabriela, Trinidad i Dolores, també van estar lligades al món dels braus. Gabriela es va casar amb Enrique Ortega el "Cuco" i un dels seus fills va ser també torero: Rafael Ortega Gómez el "Gallito". Trinidad es va casar amb el torero Manuel Martín-Vázquez. Finalment, Dolores es va casar amb el cèlebre torero Ignacio Sánchez Mejías, tenint un fill que també es dedicà al toreig.